# Julian Birencwajg
Julian Klemens Birencwajg (ur. 29 października 1893 w Łodzi, zm. 28 maja 1942 w Lesie Sękocińskim) – polski działacz socjalistyczny i społeczny, wydawca i redaktor W służbie zdrowia, doktor nauk medycznych, honorowy lekarz Związku Zawodowego Kolejarzy.

## Życiorys
Syn Władysława Ludwika i Salomei z d. Rotaub.  Od 1911 r. uczył się w VII Gimnazjum Klasycznym we Lwowie, w którym w 1912 r. zdał egzamin maturalny. Studiował medycynę na uniwersytecie we Lwowie. Usunięto go z tej uczelni za spoliczkowanie profesora, który pogardliwie wyraził się o emigrantach politycznych z Królestwa. Od 1913 r. studiował na uniwersytetach w Bazylei i Zurychu. W  drugiej  połowie  1915  r.  wrócił  do  Łodzi,  pracował  w  prywatnej  klinice  chirurgicznej (zamienionej na szpital wojenny). W czasie I wojny światowej służył w I Brygadzie Legionów Polskich. W międzywojniu lekarz w Warszawie. 15 sierpnia 1928 prezydent RP mianował go podporucznikiem rezerwy ze starszeństwem z 1 lipca 1925 i 189. lokatą w korpusie oficerów sanitarnych (grupa lekarzy), a minister spraw wojskowych wcielił do 1 batalionu sanitarnego w Warszawie.
Uczestniczył w kampanii polskiej 1939 r. jako lekarz zbrojowni w Pomiechówku. Z jej personelem wycofał się do granicy z Rumunią. W listopadzie 1939 r. wrócił do Warszawy. Na przełomie listopada i grudnia rozpoczął działalność w strukturach konspiracyjnych PPS (WRN) i Gwardii Ludowej PPS (WRN). Kierował sekcją sanitarną Komendy Warszawskiego Zgrupowania GL i Milicji PPS (WRN). W marcu 1942 roku aresztowany przez Niemców, osadzony wraz z córką Wandą na Pawiaku. 28 maja 1942 roku w transporcie z 223 innymi więźniami przewieziony do Lasu Sękocińskiego koło Magdalenki i tam zamordowany.